# Daniel Awde
Daniel James Awde (* 22. Juni 1988 in Hammersmith) ist ein britischer Leichtathlet, der sich auf den 400-Meter-Lauf und den Zehnkampf spezialisiert hat.
Im Zehnkampf kam er bei den Olympischen Spielen 2008 in Peking auf den 21. Platz. Bei den Olympischen Spielen 2012 gab er nach zwei Disziplinen auf.
2014 siegte er bei den Commonwealth Games in Glasgow mit der englischen Mannschaft in der 4-mal-400-Meter-Staffel.
2008 und 2011 wurde er Englischer Meister im Zehnkampf.

## Persönliche Bestleistungen
- 400 m: 45,84 s, 19. Juli 2014, Loughborough
  - Halle: 46,89 s, 15. Februar 2014, Birmingham
- Zehnkampf: 8102 Punkte, 27. März 2012, Arona
- Siebenkampf (Halle): 5783 Punkte, 6. März 2010, Bompas